# Кронверкские ворота Петропавловской крепости
Кронверкские ворота — памятник архитектуры. Расположен в Санкт-Петербурге, в Кронверкской куртине Петропавловской крепости.
Изначально Кронверкские ворота — утилитарный проезд, предположительно, лишь закрытый воротными полотнами проём в стене. Первое явное упоминание их относится к 1732 году.
На чертеже ворот XVIII века над Кронверкскими воротами показано окно, вероятно, от каземата, в котором можно было разместить подъёмное устройство для решётки, но документов о том, что решётка действительно существовала, не найдено, так что, видимо, каземат использовался как сторожка. С внутренней стороны ворот указан 1755 год, первоначальное архитектурное убранство ворота получили не раньше этой даты. На изображениях 1780 года с их внутренней стороны декора нет, на чертежах 1777—1778 годов ворота были чуть выше и чуть уже двух метров. В 1791—1792 годах для ворот были сделаны полотна уже 3,15 х 3,15 м.
В 1826, 1829, 1835 годах ворота ремонтировались. В 1835 году были выкопаны деревянные фонарные столбы «по безобразию и неудобству», железные кронштейны были починены, в стенах были сделаны для них гнёзда. Воротные полотна оформлялись по одному образцу, сами ворота покрывали серой известью, колонны и пилястры — белой, цоколь — серым цветом с набрызгом. На чертежах 1835 года ворота с внешней стороны оформлены обрамлённым известняковыми плитами порталом с трехлопастным замковым камнем. В 1844 году арка была ещё раз увеличена, новые полотна были размерами 4,27 × 3,35 м. В 1872 году упоминается ещё одно расширение ворот.